# Гурма
Гу́рма (гурманче — хаусанское обозначение всех народов, живущих на правом берегу Нигера; самоназв. bimba, binumba, bigulimancheba) — народ группы гур в Западной Африке. Живут в основном на востоке Буркина-Фасо (707 тыс. чел. — провинции Ньянья, Яга, Комонджари, Гурма, Тапоа, Компиенга), а также юго-западе Нигера (36 тыс. чел. на юго-западе региона Тиллабери), в Нигерии (32 тыс. чел.), на севере Бенина (42 тыс. чел. в деп. Атакора и Алибори), северо-востоке Того (206 тыс. чел. на северо-востоке области Саван), севере Ганы (11 тыс. чел.). Общая численность свыше 1 млн человек.
Вместе с собственно гурма в подгруппу гурма объединяются следующие родственные народы, живущие на северо-востоке Ганы, севере Того и северо-западе Бенина:
- моба (415 тыс. чел.),
- конкомба (бикпампам, 571 тыс. чел.),
- бассари (чамба, каселе, 240 тыс. чел.),
- соруба (бийобе, 11 тыс. чел.)

Их языки относятся к оти-вольтийской группе северной подветви центральной ветви языков гур. Письменность на гурма на латинской основе (в Буркина-Фасо на нём издаётся пресса, ведутся радиопередачи и школьное обучение, в Нигере — официальный язык), в Буркина-Фасо говорят также на мооре и французском.

## История
Гурма испытали воздействие моси, под влиянием которых в XIII в. создали раннеполитическое образование Гурма (Фадан-Гурма, Фада Н’Гурма, с 1810 — в зависимости от государства моси Уагадугу), в конце XIX в. завоёванное Францией.
Существовало деление на знать, свободных общинников и зависимых (невольников и кабальников). Гурма подразделялась на 17 провинций, возглавлявшихся вождями (мбара), принадлежащими к правящей династии.

## Этнография
Традиционная культура типична для народов Суданской подобласти Западной Африки. Основные занятия — ручное земледелие (просо, сорго, фонио), скотоводство (молоко в пищу не употребляют). Развиты гончарство (среди женщин), выделка кожи, ткачество, плетение.
Поселения разбросанные, до 2 тыс. жит., жилище — круглое глинобитное. Усадьба часто обнесена глинобитным забором и служит загоном для скота.
Сохраняются большесемейные общины, патрилинейные роды, возрастные институты, обряды мужских и женских инициаций (со сменой имени), полигиния, левират, сорорат, брачный выкуп.

## Религия
В основном сохраняют традиционные верования, до 15 % — христиане, в Буркина-Фасо около 40 % — мусульмане-сунниты.
Традиционные верования — культы предков, верховного божества Йеду и др., значительным влиянием пользуются жрецы культа земли («хранители земли»).